# Emmerke
Emmerke è una frazione (Ortschaft) del comune di Giesen, nel land della Bassa Sassonia, in Germania.

## Storia
Già comune autonomo nel circondario di Hildesheim-Marienburg, fu soppresso e incorporato a Giesen il 1º marzo 1974.